# Nannastacus occidentalis
Nannastacus occidentalis is een zeekommasoort uit de familie van de Nannastacidae. De wetenschappelijke naam van de soort is voor het eerst geldig gepubliceerd in 1975 door Bacescu & Muradian.